# Morze Halmahera
Morze Halmahera (indonez. Laut Halmahera) – niewielkie morze wewnętrzne, część Indonezyjskiego Morza Śródziemnego. Rozpościera się między wyspą Halmahera na zachodzie a Nową Gwineą na wschodzie; od północy graniczy z otwartymi wodami Oceanu Spokojnego, od południa – z Morzem Seram. Cieśnina Obi łączy Morze Halmahera z Morzem Moluckim. Zatoki: Kau, Weda, Buli, wcinające się głęboko w wyspę Halmahera.